# Tāzehābād-e Nāmīvand
Tāzehābād-e Nāmīvand (persiska: تازه آباد نامیوند) är en ort i Iran.   Den ligger i provinsen Kermanshah, i den västra delen av landet, 500 km väster om huvudstaden Teheran. Tāzehābād-e Nāmīvand ligger 1 344 meter över havet och antalet invånare är 107.
Terrängen runt Tāzehābād-e Nāmīvand är platt åt sydväst, men åt nordost är den kuperad. Runt Tāzehābād-e Nāmīvand är det ganska tätbefolkat, med 185 invånare per kvadratkilometer. Närmaste större samhälle är Kūzarān-e Sanjābī, 18,8 km nordväst om Tāzehābād-e Nāmīvand. Trakten runt Tāzehābād-e Nāmīvand består till största delen av jordbruksmark.